# Haemagogus acutisentis
Haemagogus acutisentis är en tvåvingeart som beskrevs av Arnell 1973. Haemagogus acutisentis ingår i släktet Haemagogus och familjen stickmyggor.
Artens utbredningsområde är Ecuador. Inga underarter finns listade i Catalogue of Life.